# Chaenomeles
Chaenomeles je rod ružovki sa četiri vrste grmova i drveća raširenih po Aziji.  Dvije od četiri vrste uvezene su i po drugim kontinentima (C. speciosa i C. japonica), a jedna od njih i u Hrvatsku, japanska dunja.

## Vrste
1. Chaenomeles cathayensis (Hemsl.) C.K.Schneid.
2. Chaenomeles japonica (Thunb.) Lindl. ex Spach
3. Chaenomeles speciosa (Sweet) Nakai
4. Chaenomeles thibetica T.T.Yu
5. Chaenomeles ×superba (Frahm) Rehder